# Anton Morosani
Anton Morosani, švicarski hokejist, * 20. junij 1907, Švica, † marec 1993, Švica. 
Morosani je bil hokejist švicarske reprezentance, s katero je nastopil na Zimskih olimpijskih igrah 1928, kjer je osvojil bronasto medaljo, in več evropskih prvenstvih, kjer je osvojil po eno zlato in bronasto medaljo. 